# Machcin (województwo mazowieckie)
Machcin – wieś sołecka w Polsce położona w województwie mazowieckim, w powiecie grójeckim, w gminie Chynów.
Wieś prywatna Królestwa Kongresowego, położona była w 1827 roku w powiecie czerskim, obwodzie warszawskim województwa mazowieckiego. W latach 1975–1998 miejscowość administracyjnie należała do województwa radomskiego.
Za Królestwa Polskiego istniała gmina Machcin.